# Långtjärnen (Åsele socken, Lappland, 709695-160191)
Långtjärnen är en sjö i Åsele kommun i Lappland och ingår i Gideälvens huvudavrinningsområde. Sjön har en area på 0,162 kvadratkilometer och ligger 368,1 meter över havet. Sjön avvattnas av vattendraget Flärkån.

## Delavrinningsområde
Långtjärnen ingår i det delavrinningsområde (709655-160187) som SMHI kallar för Utloppet av Långtjärnen. Medelhöjden är 415 meter över havet och ytan är 1,52 kvadratkilometer. Räknas de 2 avrinningsområdena uppströms in blir den ackumulerade arean 28,5 kvadratkilometer. Flärkån som avvattnar avrinningsområdet har biflödesordning 2, vilket innebär att vattnet flödar genom totalt 2 vattendrag innan det når havet efter 145 kilometer. Avrinningsområdet består mestadels av skog (82 procent). Avrinningsområdet har 0,16 kvadratkilometer vattenytor vilket ger det en sjöprocent på 10,4 procent.